# João Magueijo
João Magueijo (Évora, 1967) é um cientista português, integrante do Grupo de Física Teórica do Imperial College, em Londres e autor da Teoria VSL (Velocidade Variável da Luz).

## Formação
Estudou no Colégio Moderno em Lisboa, de onde foi expulso. Acabou o ensino secundário realizando os exames como aluno externo.
Licenciou-se em física na Faculdade de Ciências da Universidade de Lisboa e mudou-se para Cambridge, em Inglaterra. Assegurou uma bolsa do Trinity College para fazer o mestrado e o doutoramento onde acabou por permanecer como investigador no St. John's College.
João Magueijo ganhou aos 11 anos um livro de seu pai, de autoria de Albert Einstein e Leopold Infeld, o qual revolucionou sua vida. Escreveu um artigo onde propunha solucionar vários problemas da cosmologia, assumindo que a velocidade da luz varia no tempo. Ao contrário do que muita gente pensa, incluindo quem inicialmente escreveu este artigo, isto não implica que a teoria da relatividade de Einstein esteja errada, já que esta funciona para o atual universo. A única parte da física afetada é a da cosmologia, já que as previsões do que aconteceu até agora no universo podem estar erradas.
Presentemente lecciona física teórica no Imperial College de Londres.

## Publicações
Em inglês:
- Magueijo, João; Faster Than The Speed of Light: The Story of a Scientific Speculation. Basic Books. ISBN 0-7382-0525-7.
- Albrecht and Magueijo; "A time varying speed of light as a solution to cosmological puzzles"
- Magueijo and Smolin; "Lorentz invariance with an invariant energy scale"
- Magueijo, João, "New varying speed of light theories", Reports on the Progress of Physics, 66 (2003) 2025 (abstract: http://arxiv.org/abs/astro-ph/0305457 ) -- Good readable review of VSL theories
- J Magueijo. A Brilliant Darkness: The Extraordinary Life and Disappearance of Ettore Majorana, the Troubled Genius of the Nuclear Age - New York City, Basic Books. 2009. ISBN 978-0-465-00903-9

Em português:
- Mais rápido que a luz: a biografia de uma especulação científica (2003);
- O grande inquisidor: a vida extraordinária e o desaparecimento misterioso de Ettore Majorana, génio tormentado da era nuclear (2011);
- Bifes mal passados: passeios e outras catástrofes por terras de Sua Majestade (2014).
- Olifaque - Uma farsa em Emigrês (2017).